# 高安氏
高安氏（たかやすし）は、日本の氏族。

## 高安漢人
河内国高安郡に起こる古き氏なり。河内国高安郡に居りし、漢人を高安漢人といい、
後に高安を冠して、造連、宿禰ら姓を賜ひしが、高安氏の始まり。
高安漢人は大陸よりの帰化人ながら、先祖が中国の後漢の光武皇帝、孝章皇帝の子孫にあたる渡来氏族。
河内国の一郡にあたる高安郡に飛鳥時代667年(天智天皇6年)に天智天皇が標高488メートル高安山のふもとに倭国最後の防衛線のために高安城を築城し、その豪族は高安氏となり今も受け継がれている。
大関・髙安晃の祖父・高安清の出自であり、晃は末裔である。

## 高安村主
前項の一族。

## 高安造
前項の一族。天平神護2年（766年）10月、河内国大初位下毘登戸東人ら94人に高安造の姓を賜るという。

## 高安公・高安宿禰
前節の高安氏と同族。元慶3年（879年）、河内国高安郡人、常陸権目常澄宿禰秋雄らに高安宿禰の姓を賜るという。

## 紀姓高安氏
本姓は紀氏。家系は紀長谷雄を祖とし、河内国に起こり、常陸国に多く一族存するという。その家系は以下の通り。
```
系譜 大納言長谷雄―左衛門佐致雄―忠行―忠納言貞雄―河内守雄致（高安庄司―八郎貞致―八郎貞行―貞直―八郎貞之―八郎貞仲―某―左近衛将監―伊予守―八郎貞勝―九郎貞行
```

### 常陸国の高安氏
常陸国の佐竹氏の家臣に本姓を紀氏とする高安氏あり。
また、幕末維新期の志士・義民にも高安姓の人物が見える。
- 高安忠七 常陸国那珂郡田谷村の百姓。天狗党の乱に加わり、青柳村で砲創を負い帰宅したところを捕えられ、慶応3年（1867年）10月1日、獄死する。享年47。靖国神社合祀[6]。